# Tamanché
Tamanché o Santa María Tamanché es una comisaría del municipio de Mérida en el estado de Yucatán localizado en el sureste de México.

## Toponimia
El nombre (Tamanché) significa en idioma maya Taman che' "borrego de madera"

## Localización
Tamanché se encuentra al poniente de la autopista que conduce de Mérida al puerto de Progreso.

## Infraestructura
Entre la infraestructura con la que cuenta:
- Una iglesia católica.
- Parques
- Un kínder.
- Una escuela primaria.
- Casa comisarial.
- Una cancha.

## Importancia histórica
Tuvo su esplendor durante la época del auge henequenero y emitió fichas de hacienda las cuales por su diseño son de interés para los numismáticos. Dichas fichas acreditan la hacienda como propiedad de Fernando y Alfonso Bolio en 1912.

## Demografía
Según el censo de 2005 realizado por el INEGI, la población de la localidad era de 555 habitantes, de los cuales 280 eran hombres y 275 eran mujeres.
| 185                         | 203 | ? | 106 | 141 | 171 | 241 | 255 | 341 | 387 | 418 | 472 | 555 |
| (Fuente: INEGI [Consultar]) |     |   |     |     |     |     |     |     |     |     |     |     |

## Galería

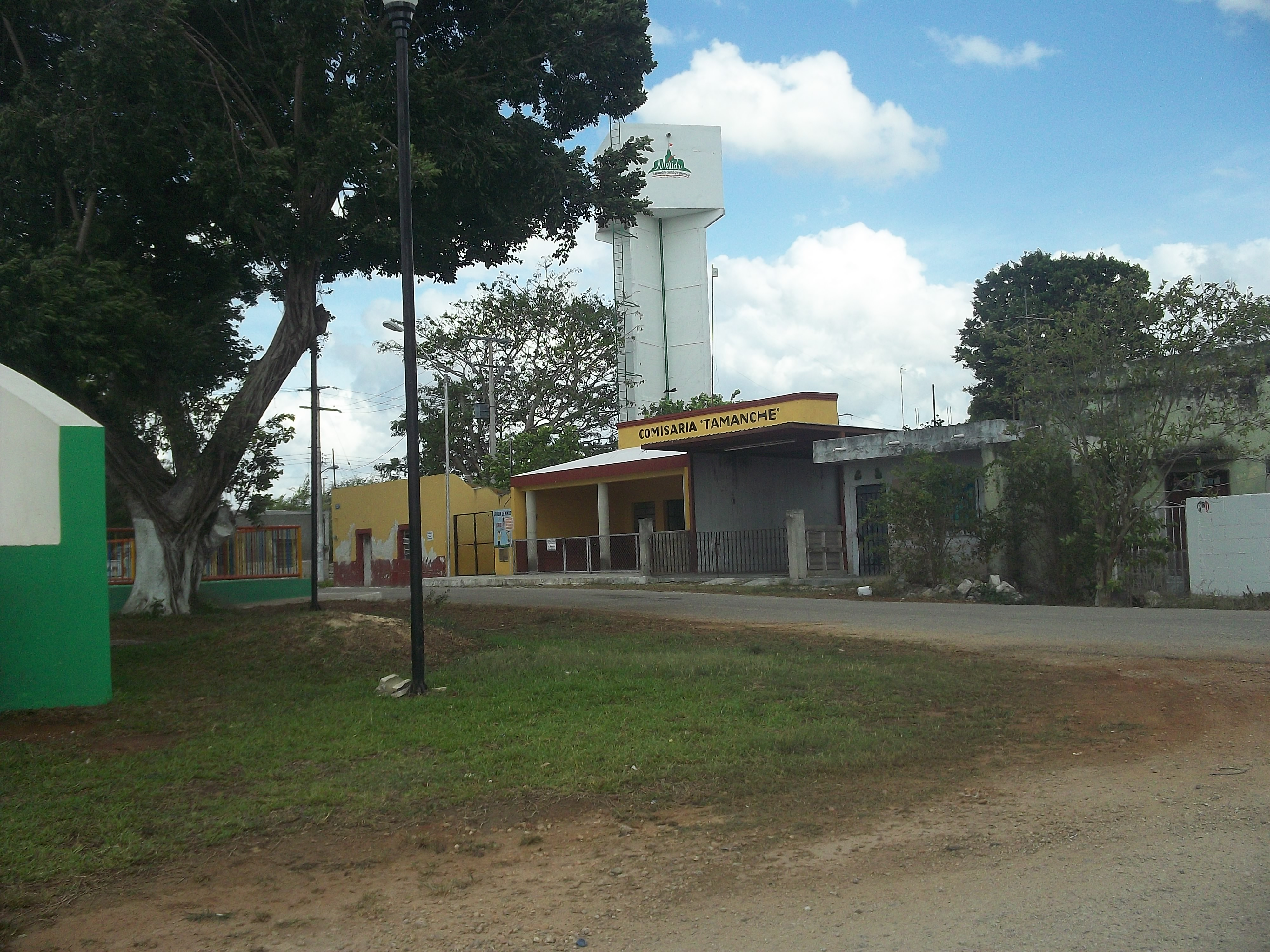
Casa comisarial de Tamanché.
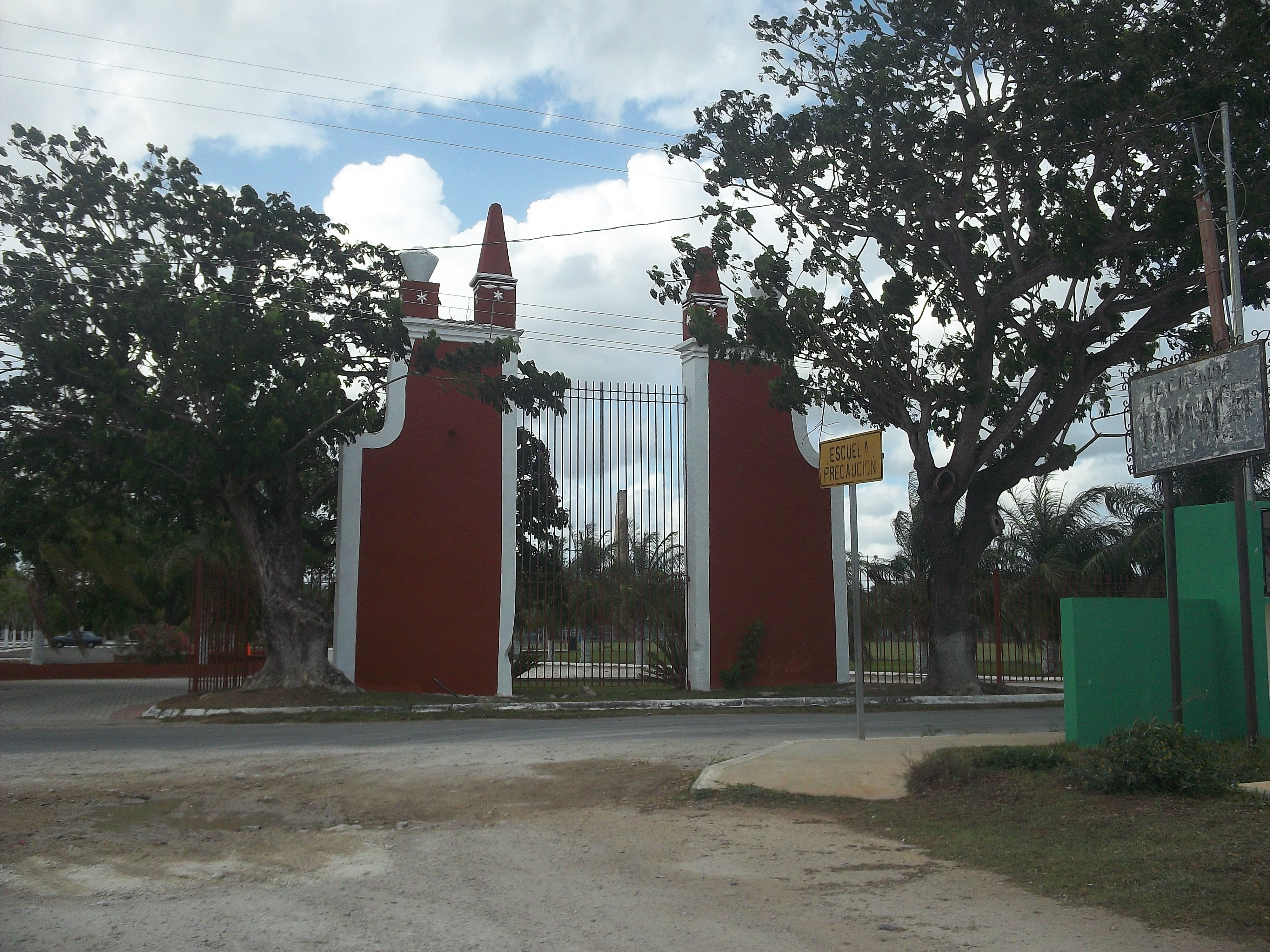
Entrada de la hacienda Tamanché.
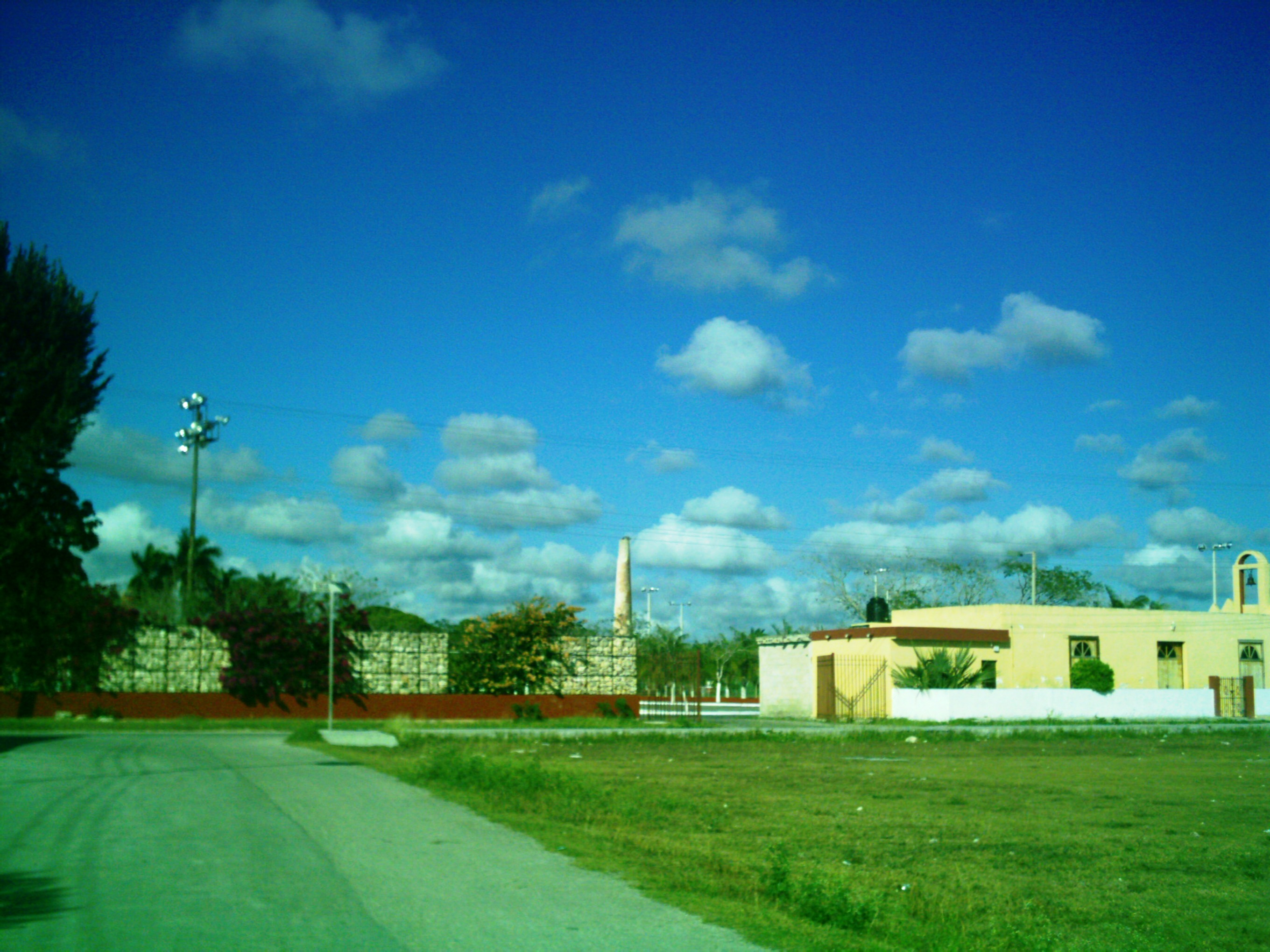
Vista de la hacienda Tamanché.
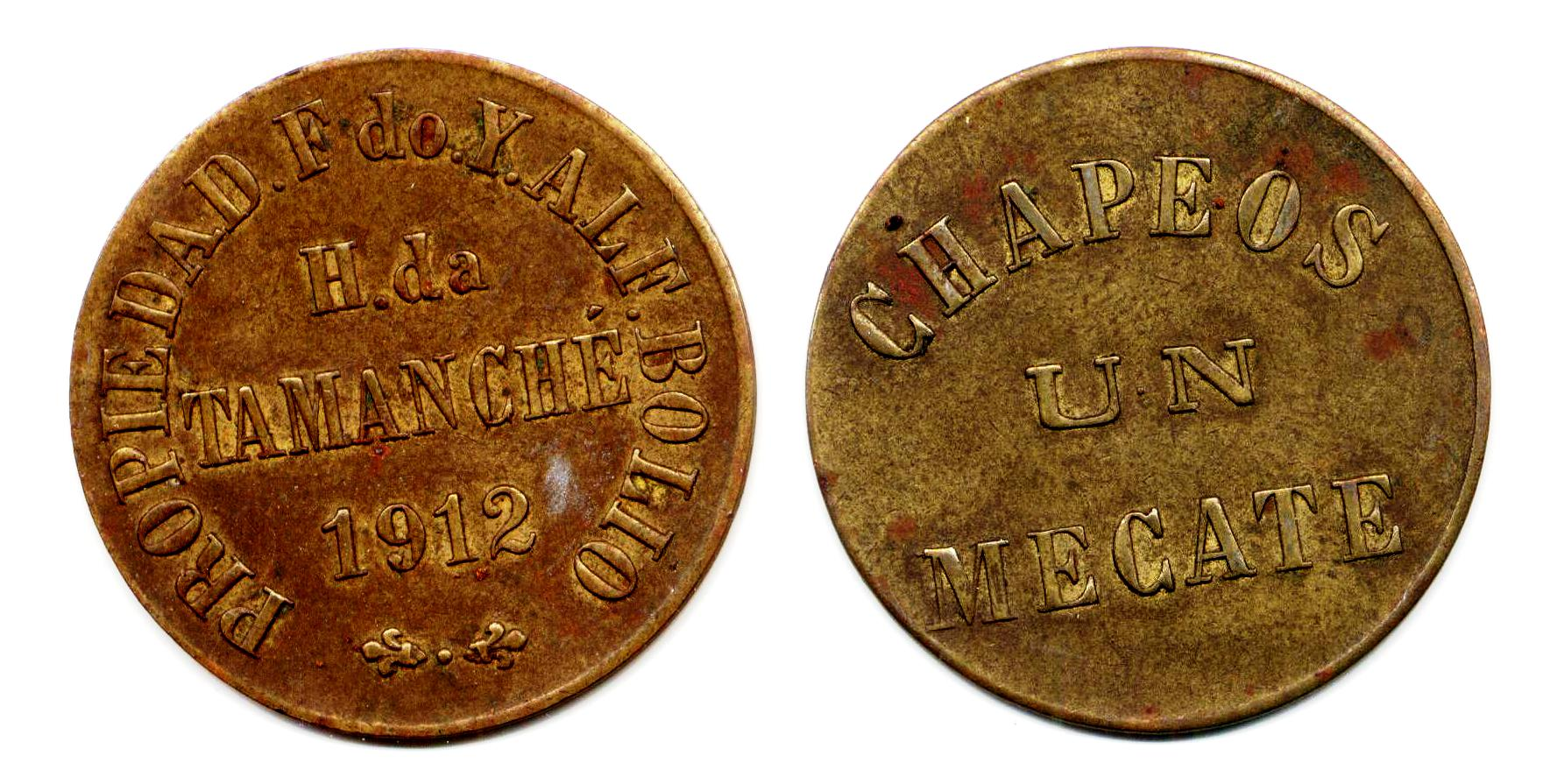
Ficha por 1 mecate de chapeo.